# Poppit Sands
Poppit Sands är stränder i Storbritannien.   De ligger i kommunen Pembrokeshire och riksdelen Wales, i den södra delen av landet, 300 km väster om huvudstaden London.